# Kadaklan
Kadaklan – u Tingujanów bóg nieba i stwórca wszechświata, mąż Agemen, który daje deszcz i strzeże zwyczajów.